# Promachus amorges
Promachus amorges là một loài ruồi trong họ Asilidae. Promachus amorges được Walker miêu tả năm 1849. Loài này phân bố ở miền Ấn Độ - Mã Lai.